# Programmation télévisuelle
 (juin 2010).
Si vous disposez d'ouvrages ou d'articles de référence ou si vous connaissez des sites web de qualité traitant du thème abordé ici, merci de compléter l'article en donnant les références utiles à sa vérifiabilité et en les liant à la section « Notes et références ».
La programmation télévisuelle est l'art de choisir et de planifier sur une grille horaire la diffusion des différents programmes de télévision d'une chaîne télévisée, en faisant en sorte de maximiser leur audience, tout en respectant les contraintes auxquelles la chaîne est soumise. La programmation, qui doit refléter l'identité de la chaîne, est souvent le fruit d'une réflexion stratégique au niveau de la direction de celle-ci.

## Cycles de programmation
Afin de créer des points de repères pour les spectateurs et de faciliter la gestion de la diffusion, des cycles de programmation sont mis en place. Ces cycles déterminent la durée qui sépare deux diffusions consécutives d’une même émission.
Certaines chaînes (notamment les chaînes d'information en continu) se basent sur des cycles de programmation très courts, de l'ordre du quart d'heure. Les chaînes généralistes sont plutôt adeptes des cycles journaliers ou hebdomadaires. Pour accéder à plus de variété au niveau de la programmation, un cycle mensuel peut être adopté. On retrouve un cycle annuel dans la programmation des émissions durant les périodes de fêtes ou de vacances scolaires par exemple.
On oppose généralement les programmes de flux (magazines, actualité...) et les programmes de stock (documentaires, films...) qui ne font pas l’objet des mêmes techniques et cycles de programmation.

## Contraintes de programmation
La programmation audiovisuelle est soumise à diverses contraintes, sous lesquelles il faut veiller à optimiser les paramètres que constituent l’audience, les revenus générés et l’influence de l’État, des actionnaires... Les contraintes sont de différentes natures :

### Contraintes législatives
La programmation audiovisuelle est réglementée par le Conseil Supérieur de l’Audiovisuel (CSA) qui fixe notamment les règles suivantes :
- respect de la pluralité des courants politiques en imposant une représentation équitable de chaque parti politique, notamment en comptabilisant les temps de parole de leurs représentants)[1] ;
- tout programme non adapté à un public mineur doit être doté d’une signalétique appropriée et doit faire l’objet d’un avertissement avant sa diffusion[2] ;
- concernant la publicité, le CSA stipule notamment qu’une émission ne peut être interrompue par plus de deux coupures publicitaires[3], que les spots publicitaires doivent être maintenus à un niveau sonore constant[4] ;
- les chaînes françaises sont tenues de diffuser au moins 60 % de programmes européens[4] ;
- les chaînes française sont tenues de rendre public leur grilles de programmation avec 15 jours d'avance et peuvent modifier la grille une semaine (7 jours) avant, ou bien exceptionnellement sous 24 heures (décès) ou instantanément (ex: direct, prolongation d'un match de football, etc.).

### Contraintes techniques
En termes de contraintes techniques, on peut mentionner la nécessité de disposer de moyens techniques pour réaliser directs, reportages ou émissions sur plateaux, la gestion que nécessitent les décrochages locaux, qui provoquent une démultiplication du contenu proposé, ou encore les contraintes engendrées par les nouveaux canaux de diffusion comme le web, la télévision sur mobile, etc.

### Contraintes financières
L’achat des programmes à diffuser est un enjeu majeur pour les chaînes de télévision : les programmes les plus chers (films, sports – notamment matches de football) sont aussi les plus fédérateurs et ceux qui promettent les meilleures audiences. Il est donc nécessaire pour les programmateurs de trouver un juste équilibre entre les coûts de grille et l’optimisation de l’audience.

## Stratégies de programmation
Les contraintes liées à la concurrence ont poussé les programmateurs à mettre en place des stratégies de programmation. On peut identifier deux grands axes stratégiques : le premier, adopté par les chaînes généralistes, consiste à proposer des programmes variés et fédérateurs, de manière à accompagner le plus large public sur la plus longue durée ; le second, plus adapté à certaines chaînes spécialisées, consiste à proposer un seul type de programme (une chaîne dédiée aux séries par exemple) ou des programmes centrés sur un thème unique (chaîne thématique).
Dès leur création, les réseaux américains ont eu besoin de mettre en place leurs propres grilles de programmes dans une situation de concurrence, et ont par conséquent dû créer les métiers et les secteurs destinés à la programmation télévisuelle. Ces techniques ont été reprises par tous les programmateurs, français comme européens, durant les années 1980, quand ceux-ci se sont retrouvés face à un panorama concurrentiel. Il faut cependant noter que les grilles de programmation américaine sont construites de manière beaucoup plus modulaire, c'est-à-dire qu'elles sont formés de séquences de programmes à durées fixes, multiples de la demi-heure. En revanche, les programmes européens ne sont pas soumis à ces durées standard ; en résulte une plus grande élasticité dans les grilles de programmation.

### Terminologie
- Counter programming (contre-programmation): il s'agit de proposer sur une chaîne un programme destiné à une cible différente de celle de la chaîne concurrente sur la même tranche horaire ;
- Competitive programming (programmation compétitive) : dans ce cas, les deux chaînes s'affrontent sur le même terrain, en programmant sur une même tranche horaire des émissions destinées à un même public ;
- Checkerboarding[Quoi ?] : positionnement sur une tranche horaire de la journée d'un programme du même type (téléfilm par exemple) chaque jour de la semaine ;
- Stripping[Quoi ?] : c'est une des techniques fondamentales de programmation audiovisuelle qui consiste à programmer une émission à la même heure tous les jours de la semaine. (Exemple : Un dîner presque parfait sur M6) ;
- Lead-in[Quoi ?] et lead-out[Quoi ?] : deux techniques qui se basent sur le présupposé selon lequel le public d'une émission a tendance à se reporter sur celle qui la suit immédiatement. Naturellement, ce présupposé n'est valide (et les expériences le confirment) que si l'émission qui suit (lead-out) est destinée à un public similaire à celui de l'émission qui précède (lead-in). D'où l'importance que revêtent pour les programmateurs l'adéquation entre la cible et les caractéristiques de l'émission, ainsi que la connaissance des habitudes et des rythmes d'audience des diverses cibles ;
- Spinoff[Quoi ?] : cette technique consiste à placer au centre d'une nouvelle série des personnages issus d'une autre série connue. La nouvelle mouture profite ainsi de la notoriété déjà acquise par la précédente ;
- Hammocking[Quoi ?] : un programme nouveau ou aux audiences peu élevées est placé entre deux programmes à succès, de manière à le « protéger » en termes de flux d'écoute, en partant du principe qu'une partie du public des deux émissions « fortes » jettera un œil sur l'émission plus faible ;
- Bridging[Quoi ?] : il s'agit du positionnement d'un programme au public particulièrement nombreux et fidèle sur une tranche horaire qui coïncide avec le début des émissions des chaînes concurrentes, de manière à bloquer le public sur sa propre chaine en rendant difficile le passage sur les autres programmes ;
- Blocking[Quoi ?] : c'est la programmation consécutive d'une série d'émissions dotées d'une cible similaire ;
- Stunting[Quoi ?] : mise en place d'une émission à caractère exceptionnel et/ou événementiel.

## Le futur de la programmation télévisuelle
Les récentes évolutions techniques remettent en cause certains principes de la programmation télévisuelle.
La TNT casse le schéma habituel des 6 chaînes hertziennes pour porter à une vingtaine le nombre de chaînes gratuites, ce qui place le téléspectateur face à une offre nouvelle et variée.
La diversification des canaux d’accès à la télévision complexifie également la tâche des programmateurs : aujourd'hui, la télévision est accessible par Internet, par les téléphones mobiles, avec des modalités de diffusion nouvelles (catch-up TV, VOD...). Il devient également nécessaire de prendre en compte les changements de modes de vie des téléspectateurs, qui se conforment de moins en moins à des schémas réguliers et sont soumis à des stimulations de plus en plus nombreuses : il est donc de plus en plus difficile de les fidéliser.

### Sources et bibliographie
- La programmation télévisuelle : une arme stratégique dans la guerre des chaînes
- Légifrance : loi n°86-1067 du 30 septembre 1986 relative à la liberté de communication (Loi Léotard)